# محمد بن عبد السلام الهواري
محمد بن عبد السلام بن يوسف بن كثير الهواري المنستيري محمد بن عبد السلام بن يوسف بن كثير الهواري المنستيري، أبو عبد الله: فقيه مالكي، كان قاضي الجماعة بتونس، نسبته إلى (المنستير) بين المهدية وسوسة (بإفريقية) ولد سنة 676 هـ وولي القضاء بتونس سنة 734 واستمر إلى أن توفي بالطاعون الجارف، صرف همته العلية وفكرته الوقادة الزكية لانتحال فنون العلم وفتح مختومها فملك أعنتها وقاد أزمتها وأوضح أشكالها وحل أقفالها وكان لا يرعى في الحق سلطانا ولا أميرا، أخذ عن المعمر أبي عبد الله بن هارون وابن جماعة تخرج بين يديه جماعة منهم القاضي ابن حيدرة وابن عرفة وخالد البلوي، له كتب، منها: شرح جامع الأمهات لابن الحاجب في فقه المالكية، وديوان فتاوي، توفي سنة 749 هـ.